# Bourg-de-Péage
Bourg-de-Péage là một xã thuộc tỉnh Drôme trong vùng Auvergne-Rhône-Alpes đông nam nước Pháp. Xã Bourg-de-Péage nằm ở khu vực có độ cao trung bình 135 mét trên mực nước biển.

## Kết nghĩa
Bourg-de-Péage kết nghĩa với:
- Schwaz
- Mindelheim
- Verbania
- Sant Feliu de Guíxols
- East Grinstead